# Eurocon
Eurocon, uneori EUROCON, este un acronim pentru Convenția Europeană de science-fiction. Prima întrunire, Eurocon 1972, a avut loc la Trieste, în Italia, în 1972.
La fel ca și convențiile mondiale, Worldcon, fiecare Eurocon este organizat de un grup local de fani, cu sprijinul și sub auspiciile European Science Fiction Society (acronim, ESFS) (Societatea europeană de science-fiction), care are un statut și un regulament propriu.

## Lista tuturor Eurocon-urilor
Cronologia tuturor Eurocon-urilor, organizate de Societatea europeană de science fiction
1. 1972 – Eurocon 1972 – Trieste,  Italia
2. 1974 – Eurocon 1974 – Grenoble,  Franța
3. 1976 – Eurocon 1976 – Poznan,  Polonia
4. 1978 – Eurocon 1978 – Bruxelles,  Belgia
5. 1980 – Eurocon 1980 – Stresa, Italia, a doua oară
6. 1982 – Eurocon 1982 – Mönchengladbach,  Germania
7. 1983 – Eurocon 1983 – Ljubljana, Iugoslavia (astăzi  Slovenia )
8. 1984 – Eurocon 1984 – Brighton, Marea Britanie
9. 1986 – Eurocon 1986 – Zagreb, Iugoslavia (astăzi  Croația)
10. 1987 – Eurocon 1987 – Montpellier, Franța, a doua oară
11. 1988 – Eurocon 1988 – Budapesta,  Ungaria
12. 1989 – Eurocon 1989 – San-Marino
13. 1990 – Eurocon 1990 – Fayence, Franța, a treia oară
14. 1991 – Eurocon 1991 – Cracovia, Polonia, a doua oară
15. 1992 – Eurocon 1992 – Freudenstadt, Germania, a doua oară
16. 1993 – Eurocon 1993 – Saint Helier, insula Jersey
17. 1994 – Eurocon 1994 – Timișoara,  România
18. 1995 – Eurocon 1995 – Glasgow,  Scoția
19. 1996 – Eurocon 1996 – Vilnius,  Lituania
20. 1997 – Eurocon 1997 – Dublin,  Irlanda
21. 1999 – Eurocon 1999 – Dortmund, Germania, a treia oară
22. 2000 – Eurocon 2000 – Gdansk, Polonia, a treia oară
23. 2001 – Eurocon 2001 – Capidava și Atlantykron, România, a doua oară
24. 2002 – Eurocon 2002 – Chotebor,  Cehia
25. 2003 – Eurocon 2003 – Turku,  Finlanda
26. 2004 – Eurocon 2004 – Plovdiv,  Bulgaria
27. 2005 – Eurocon 2005 – Glasgow, Scoția, a doua oară
28. 2006 – Eurocon 2006 – Kiev,  Ucraina
29. 2007 – Eurocon 2007 – Copenhaga,  Danemarca
30. 2008 – Eurocon 2008 – Moscova,  Rusia
31. 2009 – Eurocon 2009 – Fiuggi, Italia, a patra oară
32. 2010 – Eurocon 2010 - cunoscut ca Tricon – Cieszyn, Polonia, a patra oară și Cesky-Tesin, Cehia, a doua oară
33. 2001 – Eurocon 2011 – Stockholm,  Suedia
34. 2012 – Eurocon 2012 – Zagreb, Croația, a doua oară